# Tshiyamba
Le secteur de Tshiyamba (ou Ciyamba) est un secteur du sud de la province du Kasaï-Oriental en République démocratique du Congo, appartenant au territoire de Ngandajika.

## Les groupements et villages
| Groupement               | Superficie (km2) | Villages |
| ------------------------ | ---------------- | --- |
| Bena Mpiana              |                  | - Bakwa Mwala - Bakwa Mfumu - Bakwa Tshabila - Bena Tshibondobondo - Bena Munganda - Bena Kayemba - Bena Ntita - Bena Kamwanya - Bena kayemba.                                                            |
| Bena-Mpiana Mukala       |                  | |
| Bena-Manda bana ba manda |                  | |
| Bena-Manda Mbaya         |                  | |
| Bena-Kaseki              |                  | 13 villages: - Bena-Kabemba - Bena-Kanjinga - Bena-Kalala - Bena-Kalula - Tshisawo - Mbaya - Bena-Nsalanga - Bena-Kalunda - Bena-Tshibondobondo - Bena-Mukadi - Bena-Ntite - Bena-Nyembwe - Bena-Shabanza |
| Bena Kanyana             |                  | |
| Bena Nsona               |                  | - Shabanza (Nsana Shabanza) - Ntita - Kakona - Kalula - Bena Mujinga - Bena Musuba - Bena Bilongu - Bena Mwadi - Bana ba Nsana - Bena Lusaka - Bena Kadiamba                                              |
| Bena-Kafumbu             |                  | |
| Bena-Luanga              |                  | |

Le secteur doit son nom à l'alliance entre les différentes tribus scellée fin 1800 au cours d'un rituel de réconciliation (Bujilanga) où une jeune femme nommée Tshiyamba fut sacrifiée . 
Le secteur de Tshiyamba est officiellement reconnu secteur par l'État le 5 mars 1940.
Le chef du secteur est LEOPAUL KANYINDA KABEYA depuis le 6 juillet 2015.

## Les bureaux de vote
Le secteur de Tshiyamba comprend les bureaux de vote suivants : 
- Kalula (école primaire Mukuya)
- Nita (école primaire Ntita)
- Nsana (école primaire Kadiayi)
- Bakwa fumu (école primaire Dijiba Mpiana)
- Bena Mpiana Mukala (cabane de Bena Mpiana Mukala)
- Bakua Mangala (école primaire Musangu)
- Bena Ntita (institut Bintshimbu)
- Nyembwe (école primaire Nsenga)
- Bena Mbuaya (institut Saint-Charles)
- Lukinga (école primaire Mutshimba)
- Njibambu (école primaire Butoke)
- Tshabila (école primaire Tshinambo)
- Kanyana (école primaire Kanyanga)
- Kalula (institut de Kaseki)
- Bena Mbuaya (école primaire Tshilambu)
- Manda Musau (école primaire Tshivubayi)
- Manda Mbaya (école primaire Kazuwa Nkenza)
- Nsona (institut Nsona)